# Shaedon Sharpe
Shaedon Sharpe (London, Ontario, 30 de mayo de 2003) es un jugador de baloncesto canadiense que pertenece a la plantilla de los Portland Trail Blazers de la NBA. Con 1,96 metros de estatura, juega en la posición de escolta.

## Trayectoria deportiva

### High school
Sharpe jugó baloncesto para la escuela secundaria HB Beal en su ciudad natal de London, Ontario, y llevó a su equipo al título AAA de la Federación de Asociaciones Atléticas Escolares de Ontario. Se mudó a la Academia Cristiana Sunrise en Bel Aire, Kansas, donde tuvo una participación muy limitada como estudiante de segundo año. Para su temporada jínior, Sharpe fue transferido a la Dream City Christian School en Glendale, Arizona, donde asumió un papel principal, y acabó promediando 21,4 puntos y 6,0 rebotes por partido.

### Universidad
El 7 de septiembre de 2021 se comprometió a jugar baloncesto universitario para Kentucky por encima de ofertas de Arizona, Kansas, Oklahoma State y los NBA G League Ignite.
Sharpe se graduó de la escuela secundaria con la intención de ser redshirt en su primer año en Kentucky y jugar en la temporada 2022-23. El 7 de febrero de 2022, el entrenador John Calipari anunció que Sharpe no jugaría para el equipo en la temporada 2021-22 luego de especulaciones de que sí jugaría, e ingresaría en el draft de la NBA de 2022, para el cual era elegible. El 21 de abril, Sharpe se declaró elegible para el draft, renunciando a su elegibilidad universitaria restante sin jugar un solo partido.

### Profesional
Fue elegido en la séptima posición del Draft de la NBA de 2022 por los Portland Trail Blazers.

## Estadísticas de su carrera en la NBA

### Temporada regular
| Año     | Equipo   | PJ  | PT | MPP  | %TC  | %3P  | %TL  | RPP | APP | ROB | TPP | PPP  |
| ------- | -------- | --- | -- | ---- | ---- | ---- | ---- | --- | --- | --- | --- | ---- |
| 2022-23 | Portland | 80  | 15 | 22.2 | .472 | .360 | .714 | 3.0 | 1.2 | .5  | .3  | 9.9  |
| 2023-24 | Portland | 32  | 25 | 33.1 | .406 | .333 | .824 | 5.0 | 2.9 | .9  | .4  | 15.9 |
| 2024-25 | Portland | 72  | 52 | 31.3 | .452 | .311 | .785 | 4.5 | 2.8 | .9  | .2  | 18.5 |
| Total   | Total    | 184 | 92 | 27.7 | .449 | .330 | .779 | 3.9 | 2.1 | .7  | .3  | 14.3 |